# Xuilub (Valladolid)
Xuilub es una localidad del municipio de Valladolid en Yucatán, México.

## Toponimia
El nombre (Xuilub) proviene del idioma maya.

## Demografía
Según el censo de 2005 realizado por el INEGI, la población de la localidad era de 573 habitantes, de los cuales 296 eran hombres y 277 eran mujeres.
| 7                           | 0 | 351 | 421 | 473 | 573 |
| (Fuente: INEGI [Consultar]) |   |     |     |     |     |